# Алтынай (Свердловская область)
Алтына́й (до 1943 года — Ирби́тские Верши́ны) — посёлок в городском округе Сухой Лог Свердловской области России. В 1943—1991 годах обладал статусом рабочего посёлка (посёлка городского типа).

## География
Посёлок Алтынай расположен в 16 километрах (по автотрассе в 19 километрах) к северу от города Сухой Лог Свердловской области, между озером Алтынай на западе и болотом Ирбитские Вершины на востоке.
В 4 километрах к югу-юго-западу от посёлка вокруг озера Гальян расположен ботанический и гидрогеологический природный памятник — Гальянское болото; в 1,5 километрах на западе расположен ландшафтный природный памятник — Каменско-Алтынайское болото.

## История
Деревня Ирбицкие вершины основана в конце XVIII века. В переписи оброчных крестьян Новопышминской слободы 1705 года указано 11 дворов (Хорьковых — 3 двора, Мезенцовых — 2 двора, по 1 двору Истоминых, Прилуцкой, Сотниковых, Семеновых, Векшиных, Ветлугиных). Большинство первопоселенцев были выходцами из Невьянской слободы Верхотурского уезда, поселившиеся в Новопышминскую слободу в 1680—1691 года. К 1710 году относится упоминание о деревне Ирбицкой на 12 дворов в Переписной книге Тобольского уезда Новопышминской слободы переписи дворянина Ивана Томилова. В 1847 году в районе Ирбито-Вершин открыто месторождение коксующегося угля (антрацита), тогда же началась его добыча. В селе проводились ярмарки трижды в год, на которых действовали карусели и выступали музыканты, фокусники, дрессированные животные. В 1905 году открылось производство красных кирпичей, а также сундуков с крепкими «поющими» замками. В 1912 году севернее села было открыто Черемшанское месторождение высококачественного каменного угля, который стал поставляться на заводы города Алапаевск, Каменск-Уральский, Екатеринбург и Ирбит. В 1914 году построена железнодорожная дорога Богданович — Егоршино и станция Антрацит (ныне Алтынай).
Годы гражданской войны
Бои возле посёлка между частями Красной Армии (1-й Крестьянский коммунистический полк и 4 Уральский полк) и частями Сибирской армии (части 2-го и 3-го Степных Сибирских стрелковых полков, курганского добровольческого отряда чешского поручика Франтишека Грабчика, шадринского добровольческого отряда капитана А. А. Куренкова, сотни 2-го Сибирского казачьего полка, рота польских легионеров) продолжались с переменным успехом более полутора месяцев — до 20 сентября 1918 года. В июле 1918 года комендантом станции Алтынай был бывший подпоручик Шумилов, назначенный там по личной просьбе на должность командира роты 4 Уральского полка. По данным участника белого движения, поручика Б. Б. Филимонова в своей книге «На путях к Уралу. Поход степных полков летом 1918 года» от 1934 года аэроплан «Фарман» под управлением подпоручика Святогора принимал участие в разведочном полете в середине августа 1918 года в боях под селом Ирбитские Вершины, но при посадке аппарат разбился, а лётчик погиб. Однако, в газете «Уральский рабочий» тех чисел было напечатано, что у села бывшим матросом Щелконоговым Антропом Васильевичем был сбит аэроплан белых.
17/30 июля 1918 года на станции Антрацит был убит красноармейцами настоятель храма Святой Троицы села Троицкого Константин Алексеев. Решением Священного Синода от 17 июля 2002 г. священник Константин Алексеев был прославлен в Соборе новомучеников и исповедников Российских от Екатеринбургской епархии.
В 1921 году была открыта первая изба-читальня. А в 1928 году создались две сельхозкоммуны: «Красная звезда» и «Красный колос». В 1930 году был открыт Ирбито-Вершинский клуб.
.
Годы Великой Отечественной войны
В мае 1942 года в Ирбитских Вершинах начала формироваться 8-я отдельная истребительная противотанковая (ОИПТ) бригада, командиром которой был полковник П. П. Тютрин.
В годы войны здание бывшей церкви передали под жилье эвакуированным жителям Ленинграда. 
Указом Президиума Верховного Совета РСФСР от 20 августа 1943 года Ирбитские Вершины были отнесены к категории рабочих посёлков и присвоения им нового наименования — Алтынай. Этим же указом в черту рабочего посёлка включены населённый пункт Ёлкино, посёлки при шахтах Ключи, № 5 и железнодорожная станция Алтынай.
После ликвидации Ирбитско-Вершинского сельского совета посёлок становится местом размещения поселкового совета, в который вошли населённые пункты Черемшанка, Золоторуда, Рудный кордон, Рефтинский кордон, посёлки 164 лесного квартала и 205 км.
Советский период
В 1946 году была открыта Алтынайская библиотека.
Постсоветский период
В 1992 году Алтынайский поселковый совет преобразован в сельский.

## Население
| 1959 | 1970  | 1979  | 1989  | 2002  | 2010  |
| ---- | ----- | ----- | ----- | ----- | ----- |
| 4418 | ↘3160 | ↘2392 | ↘1713 | ↘1484 | ↘1416 |

## Известные уроженцы
В Ирбитских Вершинах родилась русская поэтесса Ксения Александровна Некрасова (1912—1958).
В деревне Ёлкино родился «Уральский левша» Александр Матвеевич Сысолятин.

## Религия

### Христорождественская церковь
В 1854 году была построена деревянная, двухпрестольная церковь, главный храм которой был освящён в честь Рождества Христова, придел во имя апостолов Петра и Павла. Храм был закрыт в 1932 году, в здании в советское время размещался клуб.

### Молитвенный дом
В честь Рождества Христова был открыт молитвенный дом, каменный, однопрестольный. В пользование приходу был передан каменный купеческий дом. Дарительницей стала купеческая внучка Фотиния. В декабре 2006 года на молитвенный дом был установлен купол и крест.

## Достопримечательности
На улице 1 Мая расположен мемориальный комплекс "Никто не забыт.